# Rhyacodrilis coccineus
Rhyacodrilis coccineus är en ringmaskart. Rhyacodrilis coccineus ingår i släktet Rhyacodrilis och familjen glattmaskar. Inga underarter finns listade i Catalogue of Life.